# Bambino (chat)
Pour les articles homonymes, voir Bambino (homonymie).
Le Bambino est une race de chat qui a été créée par un croisement entre les races Sphynx et Munchkin. Le chat Bambino a des pattes courtes, de grandes oreilles droites et est généralement glabre. Cependant, certains chats Bambino ont du duvet,.

## Contexte
La première portée de chatons Bambino a été enregistrée en 2005. L'International Cat Association (TICA) l'a enregistré la même année en tant que race expérimentale." « Bambino » signifie « bébé » en italien, car son apparence le fait ressembler à un chaton. 
Le Bambino a des pattes courtes qu'il hérite du Munchkin et de grandes oreilles droites. Il a la peau nue du Sphynx, blanche ou rose. Sans fourrure pour absorber ses graisses naturelles, le Bambino a besoin d'un bain régulier avec de l'eau et du savon doux. Son manque de fourrure le rend aussi vulnérable au froid, au fort soleil et aux blessures cutanées. 
Les bambinos sont actuellement acceptés pour enregistrement dans le registre des félins rares et exotiques (REFR). Ils peuvent être présentés comme Sphynx[réf. nécessaire] [citation nécessaire].  

## Caractéristiques physiques
L'apparence glabre ridée et les pattes courtes sont les deux principales caractéristiques de la race, bien que les pattes puissent être velues. On l’appellera alors "bambino enrobé"[réf. souhaitée]. Les pattes arrière peuvent être légèrement plus longues que les pattes avant. Le corps est moyen à long, avec une poitrine large et un abdomen arrondi. L'ossature est moyenne. La queue est en bonne proportion avec le reste du corps. Certains Bambinos peuvent avoir une «queue de lion» - une bouffée de poils sur le bout de la queue. La tête est un coin modifié aux lignes arrondies, légèrement plus longue que large. Comme pour le Sphynx, les pommettes et les coussinets de moustaches sont très saillants. Les moustaches sont rares et courtes. Le menton est ferme. Les yeux sont grands, arrondis et bien écartés. Les grandes oreilles sont dressées, ni trop basses ni trop hautes. La taille du chat et ses qualités physiques uniques n'entravent pas ses mouvements. Le poids est de 2 à 4 kg.

## Manteau et toilettage
Même si certains Bambinos semblent glabres, ils peuvent être couverts d'un duvet court et fin. Leur peau ridée a le toucher du daim ou du chamois. Un nettoyage régulier est nécessaire pour éliminer les sécrétions sébacées de leur peau. Des bains hebdomadaires ou bihebdomadaires sont aussi recommandés. Lorsqu'ils ont commencé à un jeune âge, les chats Bambino se débrouillent bien avec l'heure du bain[pas clair]. Si le toilettage et le bain ne sont pas effectués régulièrement, le Bambino peut devenir excessivement sale, huileux et collant au toucher et / ou développer des problèmes de peau. La perte de poils est très faible chez ces chats. Contrairement à la croyance populaire, les chats Bambino ne sont pas hypoallergéniques, bien que la plupart des personnes allergiques puissent les tolérer, car ils produisent moins de squames que les autres races de chats.

## Génétique et santé
Le Bambino est appelé une race de mutation parce qu'elle nécessite à la fois des mutations récessives pour le gène glabre et des mutations dominantes pour les membres nains. La reproduction par mutation peut être désastreuse pour la santé du chaton produit, si elle n'est pas effectuée par un éleveur expérimenté.  
Les portées Bambino produisent généralement des chatons à pattes courtes et à pattes longues[réf. nécessaire], puisque la race est hétérozygote pour le gène de la jambe courte[réf. nécessaire]. Les portées Bambino ne peuvent pas produire de chatons à fourrure puisque le gène glabre est récessif (chaque bambino a deux copies du gène glabre)[réf. nécessaire].   

### Santé
Étant donné que la race est nouvelle, plus de recherches doivent être effectuées pour confirmer la présence ou l'absence de problèmes de santé génétiques. Cependant, la race de chat Munchkin apparentée a eu des problèmes de santé, les plus courants étant une lordose supérieure à la moyenne (courbure excessive de la colonne vertébrale), et le pectus excavatum (poitrine creuse). 